# Fredonia (Kentucky)
Fredonia – miasto w Stanach Zjednoczonych, w stanie Kentucky, w hrabstwie Caldwell.